# Venus (typ jachtu)
Venus – jednomasztowy jacht żaglowy produkcji polskiej. W latach osiemdziesiątych XX w. był  popularny na Pojezierzu Mazurskim. Budowany był m.in. w Stoczni jachtowej w Chojnicach. Jest w całości wykonany z laminatu. Początkowo był produkowany z myślą o żeglowaniu po Zatoce Gdańskiej. Popularność przyniosło mu to, że swego czasu był to największy jacht pływający po Mazurach. Jacht nazywany popularnie Venuska.
| Masa miecza:                   | 50 kg                  |
| Znak klasy:                    | stylizowana litera "V" |
| Maksymalna wysokość w kabinie: | 130 cm                 |